# Pluralis majestatis

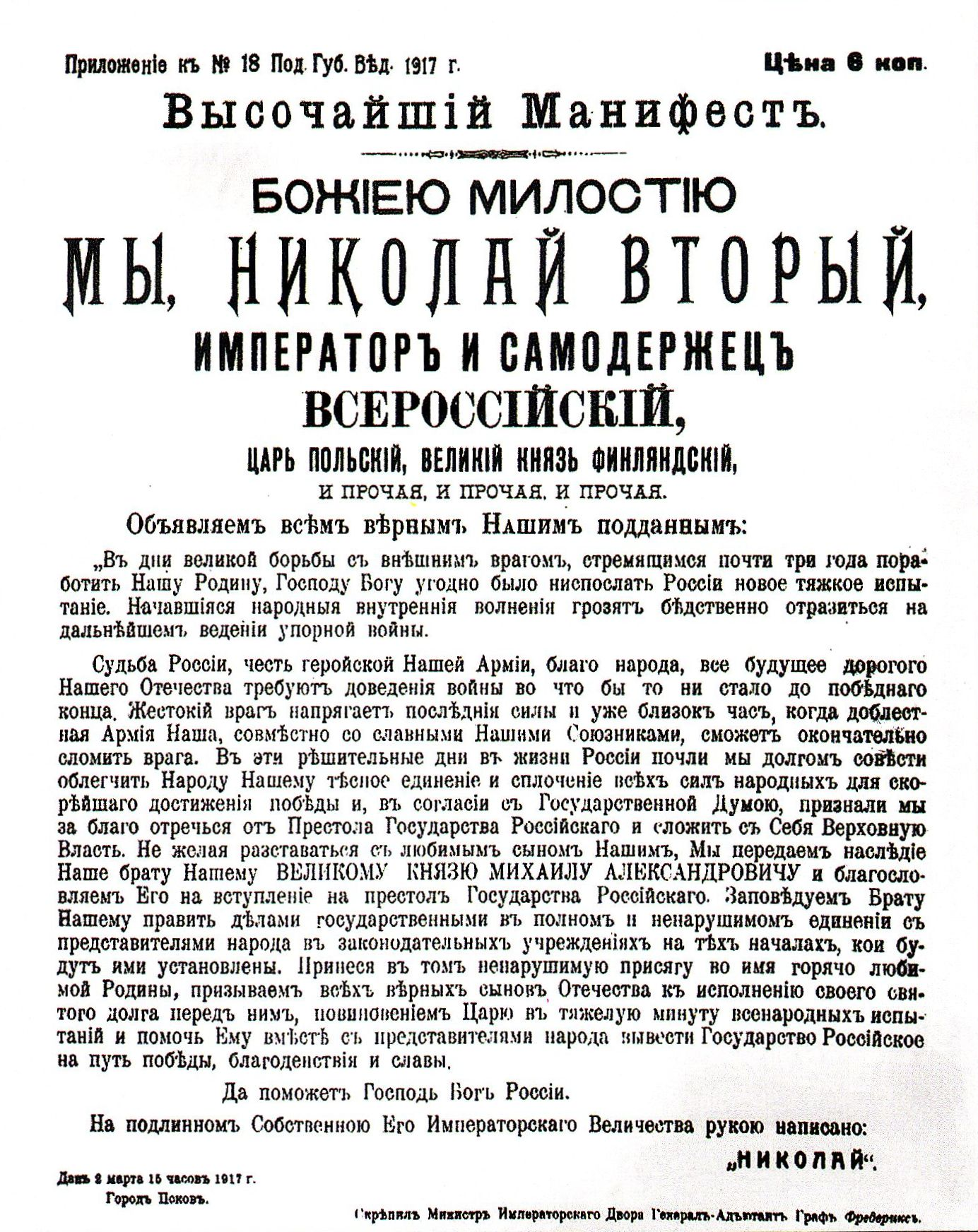
Манифест отречения императора Николая II, март 1917.
Употреблено множественное местоимение «мы»

Pluralis majestatis (лат. Pluralis majestatis — «множественное величия») — местоимение множественного числа, используемое в речи о себе монархами и другими высокопоставленными сановниками, к примеру, папой римским. Латинское название этого явления — «носизм» (nos). Обычно используется для указания на превосходство употребляющего в каком-либо аспекте, кроме того, в публичных выступлениях монарх (сановник) обычно говорит не от своего лица, а от лица всей нации или всего ведомства.
В pluralis majestatis говорящий вместо местоимения первого лица единственного числа использует местоимение множественного или двойственного. Пример — (краткий) титул императора Николая II:

«Божиею милостию, Мы, Николай Вторый, Император и Самодержец Всероссийский, Царь Польский, Великий Князь Финляндский и прочая, и прочая, и прочая».

## Разновидности

### Королевское «мы»
Иудейские теологи указывают на обширное использование этого варианта в Танахе: «Множественное число, разумеется, используется точно так же, как божественное именование „Элохим“, чтобы указать на всемогущество Бога. Человек, находящийся у власти часто говорит о себе во множественном числе. Таким образом, в „и сказал Авессалом Ахитофелу: дайте совет, что нам делать“ (2Цар. 16:20), Авессалом искал совета для себя, но использовал слово „мы“ (см. также Ездр. 4:16—19)».
Обычным примером множественного возвеличивания является его использование правителями, князьями или папой римским. Кроме того, оно употребляется в некоторых формальных случаях священниками и ректорами университетов. В Англию этот способ употребления слова «мы» привёз в конце XII века Уильям де Лоншан, вслед за папской канцелярией.
Папы используют в речи о себе «мы», однако в переводах, начиная с папы Иоанна Павла II обычно употребляется «я», несмотря на то, что в оригинале звучало местоимение множественного числа.

### Редакторское «мы»
Редакторское «мы» имеет ту же природу, что и королевское, и когда колумнист его использует, он уподобляет себя оратору, выступая от лица либо издания, либо читателей, согласных с его точкой зрения.

### Авторское «мы»
В научной литературе также обычно употребление «мы» автором: «В связи с недавними событиями мы считаем необходимым напомнить в данном издании о судьбе Лаврентия Берии». Кроме того, к читателю обращаются не лично, а через третье лицо: «Нам должно быть известно, что кристаллы V2S5 не растворяются в воде». «Нам» в этом смысле означает «читателя и автора», так как автор обычно предполагает, что читателю известно о некоторых принципах или теоремах. Такая практика также распространена в статьях и комментариях к исходному коду.

### Покровительственное «мы»
Этот вариант используется вместо обращения на «ты» или «вы» для того, чтобы подчеркнуть, что адресат не одинок. «Как мы себя чувствуем?» — спрашивает доктор; «Нам уже пять месяцев», — говорит мать о ребёнке. Данное употребление часто пародируется: «Разве мы не милашки?»
В некоторых языках, где различается обращение на «ты» и на «вы», к примеру, испанском, использование «мы» находится посередине по уровню вежливости между фамильярным «ты» и строго официальным «вы»: «¿Cómo estamos?» (буквально: «Как у нас дела?»).

## Использование в неевропейских языках
Традиция обращения к себе на «мы» существует как минимум со времён Империи Моголов.
В Коране Аллах часто использует арабское местоимение «нахну» («мы») или соответствующий суффикс, говоря о себе: «Мы» создали, «Мы» послали, и так далее. В официальном дипломатическом обращении часто также используется множественное число: для обращения к президенту Египта употребляется форма «ваше превосходительство» (араб. فخامتكم‎ fakhāmatakum).
Также в Торе употреблена фраза Самого Бога «И сказал Бог (мн. ч. Элохим): сотворим (мн. ч.) человека по образу Нашему (мн. ч.) [и] по подобию Нашему (мн. ч.)» (Быт. 1:26).
Pluralis majestatis используют многие носители батангского диалекта тагальского языка, в том числе, президент Филиппин Бенигно Акино III использует инклюзивные формы в интервью.
В сирийской Пешитте Бога называют исключительно множественным числом (ܡܪܝܐ — «Господа мои»), которое не применяют более ни к кому из людей.
Евреи при чтении вслух Танаха или молитвы, произносят тетраграмматон множественным числом адона́й (ивр. אדני‎ — «Судьи мои»), сейчас в устной речи или при написании часто заменяют единственным числом ха-шем (השם‎ — «[это самое] имя»).